# Associazione Calcio Como 1952-1953
Questa voce raccoglie le informazioni riguardanti l'Associazione Calcio Como nelle competizioni ufficiali della stagione 1952-1953.

## Rosa
| N. |                   | Ruolo | Calciatore         |
| -- | ----------------- | ----- | ------------------ |
|    | Italia (bandiera) | P     | Ezio Bardelli      |
|    | Italia (bandiera) | D     | Umberto Boniardi   |
|    | Italia (bandiera) | D     | Giuseppe Monti     |
|    | Italia (bandiera) | D     | Luigi Origgi       |
|    | Italia (bandiera) | C     | Mario Bergamaschi  |
|    | Italia (bandiera) | C     | Guido Gratton      |
|    | Italia (bandiera) | C     | Emilio Lavezzari   |
|    | Italia (bandiera) | C     | Gianmarco Mezzadri |
|    | Italia (bandiera) | C     | Guido Quadri       |

| N. |                   | Ruolo | Calciatore       |
| -- | ----------------- | ----- | ---------------- |
|    | Italia (bandiera) | A     | Giuseppe Baldini |
|    | Italia (bandiera) | A     | Renato Cattaneo  |
|    | Italia (bandiera) | A     | Enrico Cuoghi    |
|    | Italia (bandiera) | A     | Carlo Dossi      |
|    | Italia (bandiera) | A     | Vittorio Ghiandi |
|    | Italia (bandiera) | A     | Renato Luosi     |
|    | Italia (bandiera) | A     | Bruno Nattino    |
|    | Italia (bandiera) | A     | Angelo Pisoni    |
|    | Italia (bandiera) | A     | Angelo Turconi   |

## Risultati

### Serie A

#### Girone di andata
| 14 settembre 1952 1ª giornata | Como | 0 – 1 | Inter |  |

| 21 settembre 1952 2ª giornata | SPAL | 0 – 0 | Como |  |

| 28 settembre 1952 3ª giornata | Como | 3 – 1 | Palermo |  |

| 5 ottobre 1952 4ª giornata | Novara | 2 – 1 | Como |  |

| 12 ottobre 1952 5ª giornata | Como | 0 – 0 | Udinese |  |

| 19 ottobre 1952 6ª giornata | Roma | 3 – 0 | Como |  |

| 2 novembre 1952 7ª giornata | Como | 0 – 1 | Juventus |  |

| 9 novembre 1952 8ª giornata | Sampdoria | 1 – 1 | Como |  |

| 16 novembre 1952 9ª giornata | Bologna | 1 – 0 | Como |  |

| 23 novembre 1952 10ª giornata | Como | 2 – 1 | Napoli |  |

| 30 novembre 1952 11ª giornata | Atalanta | 1 – 1 | Como |  |

| 7 dicembre 1952 12ª giornata | Como | 0 – 1 | Lazio |  |

| 14 dicembre 1952 13ª giornata | Milan | 4 – 2 | Como |  |

| 21 dicembre 1952 14ª giornata | Como | 0 – 1 | Torino |  |

| 4 gennaio 1953 15ª giornata | Triestina | 4 – 1 | Como |  |

| 11 gennaio 1953 16ª giornata | Pro Patria | 2 – 0 | Como |  |

| 18 gennaio 1953 17ª giornata | Como | 2 – 1 | Fiorentina |  |

#### Girone di ritorno
| 25 gennaio 1953 18ª giornata | Inter | 3 – 1 | Como |  |

| 1 febbraio 1953 19ª giornata | Como | 1 – 0 | SPAL |  |

| 8 febbraio 1953 20ª giornata | Palermo | 2 – 0 | Como |  |

| 15 febbraio 1953 21ª giornata | Como | 0 – 0 | Novara |  |

| 22 febbraio 1953 22ª giornata | Udinese | 1 – 0 | Como |  |

| 1 marzo 1953 23ª giornata | Como | 2 – 1 | Roma |  |

| 8 marzo 1953 24ª giornata | Juventus | 2 – 1 | Como |  |

| 15 marzo 1953 25ª giornata | Como | 1 – 0 | Sampdoria |  |

| 22 marzo 1953 26ª giornata | Como | 1 – 0 | Bologna |  |

| 29 marzo 1953 27ª giornata | Napoli | 1 – 0 | Como |  |

| 5 aprile 1953 28ª giornata | Como | 2 – 1 | Atalanta |  |

| 12 aprile 1953 29ª giornata | Lazio | 2 – 0 | Como |  |

| 19 aprile 1953 30ª giornata | Como | 3 – 1 | Milan |  |

| 3 maggio 1953 31ª giornata | Torino | 2 – 1 | Como |  |

| 10 maggio 1953 32ª giornata | Como | 2 – 0 | Triestina |  |

| 24 maggio 1953 33ª giornata | Como | 4 – 1 | Pro Patria |  |

| 31 maggio 1953 34ª giornata | Fiorentina | 2 – 0 | Como |  |

## Statistiche

### Statistiche di squadra
| Competizione | Punti | In casa | In casa | In casa | In casa | In casa | In casa | In trasferta | In trasferta | In trasferta | In trasferta | In trasferta | In trasferta | Totale | Totale | Totale | Totale | Totale | Totale | DR  |
| Competizione | Punti | G       | V       | N       | P       | Gf      | Gs      | G            | V            | N            | P            | Gf           | Gs           | G      | V      | N      | P      | Gf     | Gs     | DR  |
| ------------ | ----- | ------- | ------- | ------- | ------- | ------- | ------- | ------------ | ------------ | ------------ | ------------ | ------------ | ------------ | ------ | ------ | ------ | ------ | ------ | ------ | --- |
| Serie A      | 27    | 17      | 11      | 2       | 4       | 23      | 11      | 17           | 0            | 3            | 14           | 9            | 33           | 34     | 11     | 5      | 18     | 32     | 44     | -12 |

### Statistiche dei giocatori
| Giocatore      | Serie A  | Serie A |
| Giocatore      | Presenze | Reti    |
| -------------- | -------- | ------- |
| G. Baldini     | 26       | 6       |
| E. Bardelli    | 34       | -44     |
| M. Bergamaschi | 33       | 2       |
| U. Boniardi    | 33       | 0       |
| R. Cattaneo    | 30       | 5       |
| E. Cuoghi      | 5        | 0       |
| C. Dossi       | 11       | 1       |
| V. Ghiandi     | 28       | 6       |
| G. Gratton     | 30       | 3       |
| E. Lavezzari   | 15       | 1       |
| R. Luosi       | 18       | 3       |
| G. Mezzadri    | 22       | 0       |
| G. Monti       | 1        | 0       |
| B. Nattino     | 3        | 0       |
| L. Origgi      | 34       | 2       |
| A. Pisoni      | 1        | 0       |
| G. Quadri      | 33       | 0       |
| A. Turconi     | 17       | 1       |